# Сен-Парду-ле-Нёф (Коррез)
Сен-Парду́-ле-Нёф (фр. Saint-Pardoux-le-Neuf, окс. Sent Pardos lo Nòu) — коммуна во Франции, находится в регионе Лимузен. Департамент — Коррез. Входит в состав кантона Эйгюранд. Округ коммуны — Юссель.
Код INSEE коммуны — 19232.
Коммуна расположена приблизительно в 360 км к югу от Парижа, в 90 км восточнее Лиможа, в 60 км к северо-востоку от Тюля.

## Население
Население коммуны на 2008 год составляло 64 человека.
| 1962 | 1968 | 1975 | 1982 | 1990 | 1999 | 2008 |
| ---- | ---- | ---- | ---- | ---- | ---- | ---- |
| 109  | 113  | 90   | 78   | 88   | 88   | 64   |

## Администрация
| Период | Период | Фамилия      | Партия | Примечания |
| ------ | ------ | ------------ | ------ | ---------- |
| 2001   | 2008   | Люсьен Лекур |        |            |
| 2008   |        | Мишель Бурза |        |            |

## Экономика

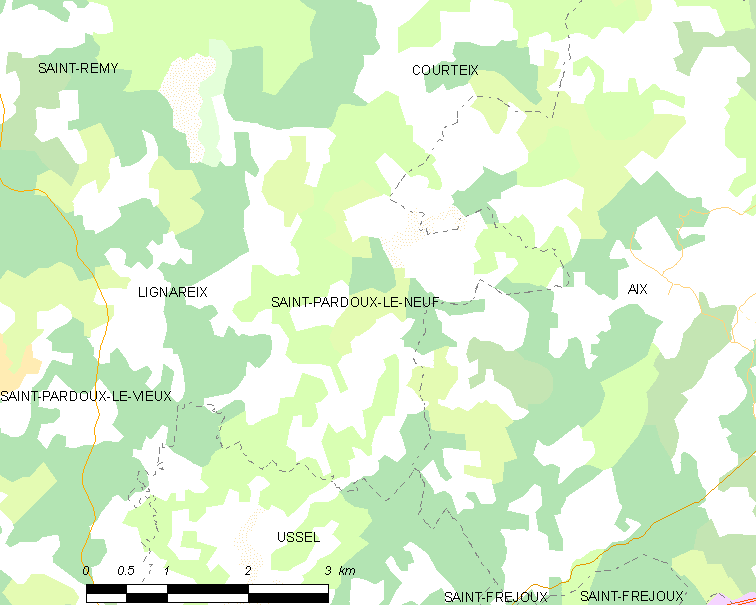
Карта коммуны

В 2007 году среди 47 человек в трудоспособном возрасте (15-64 лет) 32 были экономически активными, 15 — неактивными (показатель активности — 68,1 %, в 1999 году было 82,0 %). Из 32 активных работали 30 человек (17 мужчин и 13 женщин), безработных было 2 (1 мужчина и 1 женщина). Среди 15 неактивных 3 человека были учениками или студентами, 9 — пенсионерами, 3 были неактивными по другим причинам.